# Variedad de alto rendimiento
Las variedades de alto rendimiento (VAR) de cultivos agrícolas generalmente son caracterizadas por una combinación de los siguientes rasgos en contraste con las variedades convencionales:
- Mayor rendimiento de cultivos por área (hectárea)
- Enanismo
- Mejor respuesta a los fertilizantes.
- Gran dependencia del riego y los fertilizantes: consulte agricultura intensiva
- Maduración precoz
- Resistente a muchas enfermedades
- Se pueden producir cultivos de mayor calidad y cantidad.

Los VAR más importantes se encuentran en el trigo, el maíz, la soya, el arroz, la papa y el algodón. Se utilizan ampliamente en granjas comerciales y de plantaciones.
Los HYV se hicieron populares en los años 1960 y desempeñaron un rol importante en la Revolución verde, aunque sus raíces ancestrales pueden ser muy antiguas.